# بهرام داعی
بهرام استرآبادی مشهور به بهرامِ داعی و بهرامِ قائد(؟ – ۵۲۲ ق/ ۱۱۲۸ م) داعی اسماعیلی نزاری در سوریه بود. او رهبری نزاریان سوری را حدود سال ۵۰۷ هجری قمری / ۱۱۱۳ میلادی پس از داعی ابوطاهر صائغ بر عهده گرفت. بهرام فارسی‌تبار بود که به فرمان الموت به سوریه آمد و در انتقال مرکز فعالیت‌های دعوت نزاریه از حلب به دمشق نقش داشت. هنگامی‌که بهرام در حدود سال ۵۲۰ ق / ۱۱۲۶ م آشکارا در دمشق ظاهر شد، فعالیت‌های دعوت نزاریه در جنوب سوریه به موفقیت چشم‌گیری دست یافته بود. او با تأسیس دارالدعوه‌ای در دمشق و اقامت در قلعه بانیاس، دعات را به مناطق مختلف گسیل داشت و در جذب شمار فزاینده‌ای از پیروان جدید موفق شد. با این حال، نزاریان در سال ۵۲۲ ق / ۱۱۲۸ م در نبردی در وادی التیم به دست برخی از قبایل محلی شکست خوردند و بهرام کشته شد.

## زندگی و پیشه
بهرام، برادرزادهٔ یکی از رهبران اسماعیلیان نزاری به نام ابوابراهیم اسدآبادی بود که در جریان کشتارهای اسماعیلیان نزاری به فرمان سلطان سلجوقی برکیارق در سال ۱۱۰۱ میلادی / ۴۹۴ هجری قمری در بغداد اعدام شد. اسدآبادی پیش از اعدام، فرستاده‌ای (نمایندهٔ رسمی/سفیر) از سوی برکیارق، سلطان سلجوقی، بود.
پس از اعدام پیشوای پیشین نزاریان، ابوطاهر صائغ، و ریشه‌کن شدن اسماعیلیان نزاری در حلب، بهرام به‌دستور قلعهٔ الموت به سوریه فرستاده شد تا پایگاه نزاریان را در آن منطقه گسترش دهد. به گزارش ابن القلانسی، که از منابع اصلی دربارهٔ حضور اسماعیلیان در دمشق است، بهرام فعالیت خود را به‌عنوان مبلغی مخفیانه در سراسر سوریه آغاز کرد و در خفا زندگی می‌کرد. قدرت نزاریان در حلب نیز از حدود سال ۱۱۲۳ م رو به افول نهاد، زمانی که امیر اَرتقی، بِلِک غازی، این شهر را تصرف کرد و در سال ۱۱۲۴ م، اسماعیلیان را از آنجا بیرون راند.
بهرام بنا به توصیهٔ ایلغازی، شاهزادهٔ اَرتقی ماردین و از حامیانش، به جنوب سوریه روی آورد. او تلاش کرد پایگاهی در دمشق ایجاد کند که در آن زمان تحت حکومت طغتکین، فرمانروای سلسلهٔ بوریان، قرار داشت. در سال ۱۱۲۵ م، دمشق با تهدید صلیبی‌های فرانکی به رهبری بالدوین دوم اورشلیم مواجه بود و اسماعیلیانی از حمص و مناطق دیگر به ارتش تغتکین پیوستند تا در نبرد مرج الصفر با فرانک‌ها بجنگند. از این رو، تغتکین با روی باز از بهرام استقبال کرد. وزیر اعظم تغتکین، ابوعلی طاهر بن سعید المزدقانی، به نزاریان گرایش داشت و تغتکین را ترغیب کرد تا یک دارالدعوه در دمشق و نیز دژ مرزی بانیاس را در اختیار بهرام بگذارد. بهرام، دژ را بازسازی و تقویت کرد و آن را پایگاه اصلی خود ساخت، از آنجا حملات گسترده‌ای را ترتیب داد و احتمالاً مناطقی دیگر را نیز تصرف کرد. تا سال ۱۱۲۸ م، فعالیت‌های نزاریان چنان مخوف و پرنفوذ شده بود که به‌گفتهٔ ابن القلانسی «هیچ‌کس جرأت نمی‌کرد آشکارا درباره‌اش سخنی بگوید».در نتیجه، تغتکین نسبت به رابطه‌اش با بهرام دچار نگرانی شد. ابن القلانسی، المزدقانی را عامل این وضعیت می‌داند، در حالی که ابن اثیر تغتکین را مسئول آن معرفی کرده است. 
بهرام در سال ۱۱۲۸ م در جریان نبرد با قبایل محلی در منطقهٔ وادی التیم، در دامنه‌های غربی کوه حَرمون (جبل الشیخ)، در حین نبرد کشته شد. پس از مرگ او، حضور اسماعیلیان در دمشق رو به افول گذاشت. جانشین بهرام، داعی دیگری از تبار ایرانی به نام اسماعیل عجمی بود.